# Narcís Vallès

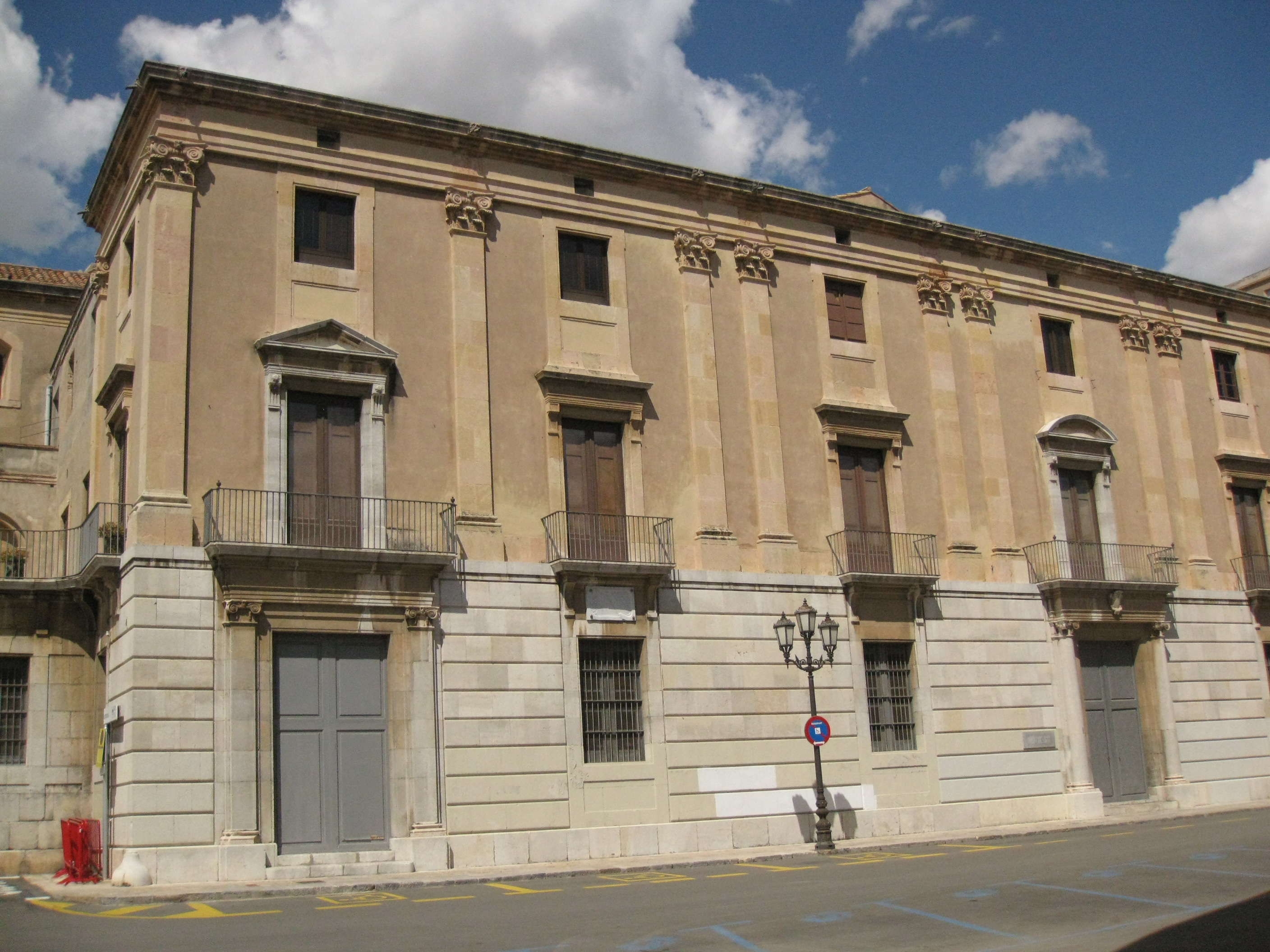
Palau Arquebisbal de Tarragona construït per Narcís Vallès

Narcís Vallès Cugat (Reus, 1759 - Reus, segle XIX) va ser un mestre d'obres català
Fill de Narcís Vallès també mestre de cases i de Maria Cugat. Va ser un conegut mestre d'obres reusenc, que junt amb el seu germà Tomàs, per encàrrec de l'arquebisbe Romuald Mon i Velarde van reconstruir el 1814 el Palau Arquebisbal de Tarragona sobre l'enrunat edifici de la Pabordia que els francesos havien enderrocat el 1813 quan van abandonar la ciutat. L'edifici, sense gaire ornamentació, és d'estil neoclàssic amb elements que recorden el passat romà de la ciutat.
Per altra banda, ell i el seu germà van ser els constructors dels atris de l'església i convent de sant Francesc de Reus, obra que s'acabà el 1829.
Casat el 25 de juliol de 1779amb Josefa Cutxí i Ferran va ser el pare de Francesc Vallès i Cuchí.